# Вордсворт, Уильям
Уильям Во́рдсворт (иначе: Уильям Уордсуорт, англ. William Wordsworth, 7 апреля 1770[…], Кокермаут, Камбрия — 23 апреля 1850[…], Лейкс) — английский поэт-романтик, основной автор сборника «Лирические баллады», условно относимый к т. н. «озёрной школе».

## Биография
Уильям Вордсворт родился 7 апреля 1770 года в Кокермауте в графстве Камберленд. Уильям Вордсворт был вторым из пяти детей Д.Вордсворта, поверенного и агента Дж. Лоутера (впоследствии первого графа Лонсдейла).
В 1779 году юного Уильяма Вордсворта определили в классическую школу в Хоуксхеде (Северный Ланкашир), откуда он вынес отличное знание античной филологии и математики и начитанность в английской поэзии. В Хоуксхеде будущий поэт уделял много времени любимому времяпрепровождению — пешим прогулкам.
Уже в 1787 году Уильям Вордсворт поступил в Сент-Джонз-колледж Кембриджского университета, где занимался преимущественно английской литературой и итальянским языком. Во время каникул он обошёл Озёрный край и Йоркшир и написал героическим дистихом поэму «Вечерняя прогулка» (An Evening Walk, 1793), в которой много проникновенных картин природы.
В июле 1790 года Уильям Вордсворт и его университетский друг Ричард Джонс пешком пересекли Францию, переживавшую революционное пробуждение, и через Швейцарию добрались до озёр на севере Италии.
Отец Вордсворта умер, причём его наниматель граф Лонсдейл остался ему должен несколько тысяч фунтов, но отказался признать этот долг. Семья надеялась, что Уильям Вордсворт примет духовный сан, но он не был к этому расположен и в ноябре 1791 года снова отправился во Францию, в Орлеан, чтобы улучшить свои знания во французском языке. В Орлеане он полюбил дочь военного врача Анетт Валлон, которая 15 декабря 1792 года родила ему дочь Каролину. Опекуны приказали ему немедленно вернуться домой. Уильям Вордсворт признал своё отцовство, но не женился на Анетт.
По возвращении в Лондон в декабре 1792 года он опубликовал «Вечернюю прогулку» и «Описательные наброски» (Descriptive Sketches), рассказ о путешествии с Джонсом, написанный во Франции и окрашенный восторженным принятием революции.
Вспыхнувшая в феврале 1793 года англо-французская война потрясла Уильяма Вордсворта и надолго ввергла его в уныние и тревогу.
Осенью 1794 года умер один из молодых друзей Уильяма Вордсворта, завещав ему 900 фунтов. Этот своевременный дар позволил Вордсворту всецело отдаться поэзии. С 1795 год до середины 1797 года он жил в графстве Дорсетшир вместе со своей единственной сестрой Дороти; их объединяло полное родство душ. Доротея верила в брата, её поддержка помогла ему выйти из депрессии. Он начал с трагедии «Жители пограничья» (The Borderers). Неподдельного чувства исполнена поэма в белых стихах «Разрушенный коттедж» (The Ruined Cottage) — о судьбе несчастной женщины; впоследствии поэма стала первой частью «Прогулки» (The Excursion).
В июле 1797 года Вордсворты переехали в Альфоксден (графство Сомерсетшир) — поближе к Сэмуэлю Тейлору Колриджу, который жил в Нетер-Стоуи. За год тесного общения с Колриджем сложился сборник «Лирические баллады» (Lyrical Ballads), куда вошли «Сказание о старом мореходе» Колриджа, «Слабоумный мальчик», «Тёрн», «Строки», написанные на расстоянии нескольких миль от Тинтернского аббатства и другие стихотворения Вордсворта. Анонимное издание Баллад вышло в сентябре 1798 года. Сэмуэл Тейлор Колридж уговорил Вордсворта начать эпическую «философическую» поэму о «человеке, природе и обществе» под названием «Отшельник» (The Recluse). Уильям Вордсворт с воодушевлением взялся за дело, но увяз в композиции. В рамках этого замысла им написаны только стихотворное введение «О человеке, природе и жизни», автобиографическая поэма «Прелюдия» (The Prelude, 1798—1805) и «Прогулка» (1806—1814). В Альфоксдене он также закончил (но не опубликовал) «Питера Белла» (Peter Bell).
В сентябре 1798 года Вордсворты с Колриджем совершили поездку в Германию. В Госларе Вордсворт, приступая к «Отшельнику», изложил белым стихом историю своих отроческих впечатлений и переживаний от общения с природой. Позже он включил написанное в «Прелюдию» в качестве «Книги I». Помимо этого, он написал много стихотворений, в том числе цикл «Люси и Руфь».
В декабре 1799 года он и Доротея сняли коттедж в Грасмире (графство Уэстморленд).
В январе 1800 года Уильям Вордсворт выпустил второе издание «Лирических баллад», добавив созданные в Грасмире повествовательные поэмы «Братья» и «Майкл» и обширное предисловие с рассуждениями о природе поэтического вдохновения, назначении поэта, содержании и стиле истинной поэзии. Колридж не дал ни одного нового произведения во второе издание, и оно, вобрав в себя первое, вышло в свет под именем одного Уильяма Вордсворта.
Зима и весна 1802 года отмечены творческой активностью поэта: были написаны «Кукушка», триптих «Бабочка», «Обещания бессмертия»: Ода, Решимость и Независимость.
В мае 1802 года старый граф Лонсдейл умер, и наследник согласился выплатить Вордсвортам 8000 фунтов. Это существенно укрепило благосостояние Доротеи и Уильяма, собиравшегося жениться на Мэри Хатчинсон. В августе все трое побывали в Кале, где повидались с Анетт Валлон и Каролиной, и 4 октября Мэри и Вордсворт обвенчались. Брак их был очень счастливым. С 1803 по 1810 год она родила ему пятерых детей. Доротея осталась жить в семье брата.
В 1808 году Вордсворты перебрались в более просторный дом в том же Грасмире. Там Вордсворт написал бо́льшую часть «Прогулки» и несколько прозаических произведений, в том числе свой знаменитый памфлет о Конвенции в Цинтре, продиктованный сочувствием к испанцам под властью Наполеона и возмущением предательской политикой Англии. Этот период был омрачён размолвкой с Колриджем (1810—1812 годы) и смертью в 1812 году дочери Катерины и сына Чарлза.
В мае 1813 года Вордсворты уехали из Грасмира и обосновались в Райдел-Маунт, двумя милями ближе к Амблсайду, где и прожили до конца своих дней. В том же году Вордсворт получил по протекции лорда Лонсдейла должность государственного уполномоченного по гербовым сборам в двух графствах, Уэстморленде и части Камберленда, что позволило ему обеспечить семью. Эту должность он исполнял до 1842 года, когда ему назначили королевскую пенсию — 300 фунтов в год.
После завершения наполеоновских войн (1815 год) Уильям Вордсворт смог насытить свою страсть к путешествиям, несколько раз побывав в Европе. «Прелюдию», «поэму о своей жизни», он закончил ещё в 1805 году, но в 1832—1839 годах тщательно её переписывал, смягчая слишком откровенные пассажи и вставляя куски, проникнутые подчёркнуто христианскими настроениями.
В 1807 году он выпустил Стихотворения в двух томах (Poems in Two Volumes), включившие многие прославленные образцы его лирики. «Прогулка» вышла в 1814 году, за ней в 1815 году последовало первое собрание стихотворений в двух томах (а третий добавился в 1820 году). В 1816 году была опубликована «Благодарственная ода» (Thanksgiving Ode) — на победное окончание войны. В 1819 году увидели свет «Питер Белл и Возничий» (The Waggoner), написанный ещё в 1806 году, а в 1820 году — цикл сонетов «Река Даддон» (The River Duddon). В 1822 году вышли «Церковные очерки» (Ecclesiastical Sketches), в форме сонетов излагающие историю Англиканской церкви со времени её образования. «Снова в Ярроу» (Yarrow Revisited, 1835 год) в основном писалось по впечатлениям от поездок в Шотландию в 1831 и 1833 годах. Последней книгой, изданной Уильямом Вордсвортом, стали Стихи, написанные преимущественно в юности и старости (Poems, Chiefly of Early and Late Years, 1842), куда вошли «Жители пограничья» и ранняя поэма «Вина и скорбь» (Guilt and Sorrow).
Последние двадцать лет жизни поэта были омрачены продолжительной болезнью любимой сестры Дороти. В 1847 году он потерял единственную дочь Дору, которую очень любил. Опорой ему были жена и преданные друзья. Умер Вордсворт в Райдел-Маунт 23 апреля 1850 года.

## Программа
Представители романтизма резко осуждали городскую культуру и уходили от неё или в Средние века — «готический роман», — или в природу. В тиши мелкопоместного быта и деревни, в упрощении искали они спасения от социальных бед, противопоставляя городской жизни простой «неиспорченный» быт провинции. «Простой» быт стал их идеалом, и Вордсворт занялся его апологией в области художественной литературы. Он поставил за правило «брать материал для творчества из обыкновенной жизни, оформлять его обыкновенным способом, на обыкновенном языке». «Обыкновенная жизнь, — говорит он, — избрана мной потому, что только в ней все естественно и правдиво; в её условиях простой, ничем не прикрашенный быт не противоречит прекрасным и устойчивым формам природы» (предисловие к «Лирическим балладам»). Рассудочный и напыщенный язык поэзии классицизма Вордсворт снизил до уровня разговорного языка; по мнению Вордсворта, язык поэзии не должен отличаться от языка прозы.

## Творчество Уильяма Вордсворта
Уильям Вордсворт — поэт Природы и Человека. Он верил, что его поэтическое назначение — показать природу не как убежище человека от страданий и обязательств, а как источник «чистейшей страсти и веселья», непреходящего вдохновения и поддержки, дарующих, если только человек способен по-настоящему видеть и слышать, вечные и всеобщие ценности души и сердца — любовь, радость, стойкость и сострадание. Эта вера уходит корнями в детские и юношеские переживания Вордсворта, которые определили его развитие как поэта. Необычайно обострённые зрение и слух давали молодому человеку столь глубокое наслаждение красотой и загадочностью природы, что нередко он погружался в транс или в состояние восторга, благоговения и даже трепета.
Столь же глубокой была любовь Уильяма Вордсворта к людям — детям и наследникам природы. В детстве и юности его восхищали сельские типы, особенно пастухи и «разносчики», то есть бродячие торговцы. Их образы встречаются в его поэзии. Характер иного плана — необузданный, жестокий, бесчувственный бродяга, который, однако, тоже дитя природы, способное на раскаяние и нежность, — великолепно раскрыт в Питере Белле. Вордсворт никогда не судил ближнего, и его поэзия согрета чувством, которое Ч. Лэм называл «прекрасной терпимостью» к человеческим слабостям и недостаткам. Вордсворт любил смиренных и кротких сердцем. Сочувствие тяжёлой женской доле также ярко проявилось в его творчестве. В его поэзии часто возникают и образы детей, подчас выказывающих, в отличие от недалёких взрослых, прозорливость сердца и воображения, как в балладе «Нас семеро» (1798).
Вордсворт неизменно подчёркивал, сколь многим он обязан четырём своим великим предшественникам в английской поэзии — Дж. Чосеру, Э. Спенсеру, У. Шекспиру и Д. Мильтону. Его стиль обнаруживает приметы их неизменного влияния, в первую очередь Мильтона, чьи сонеты побудили Вордсворта обратиться к этой поэтической форме. Поздняя его поэзия в основном представлена именно сонетами, иногда объединёнными в циклы наподобие Реки Даддон и Церковных очерков. Сюжетные стихотворения Лирических баллад и по содержанию, и по стилю родственны народной английской балладе, хорошо знакомой Вордсворту.
В лучших поэтических творениях Вордсворта ясная мысль сочетается с выразительными точными описаниями, высвеченными силой чувства, а в обрисовке персонажей как внешний облик, так и душа человека переданы с безупречной достоверностью. Та же непреложная верность правде позволила ему в Книге I Прогулки (где Странник — это фактически автор), в Прелюдии и в Тинтернском аббатстве раскрыть пережитые им состояния восторга, ужаса и духовидения так, что это стало новым словом в поэзии.
В зрелые и поздние годы жизни творческий гений вдохновлял поэзию Вордсворта в меньшей степени, нежели в 1797—1807 годах, однако она часто являлась плодом глубокой мысли и чувства и порой достигала вершин художественного мастерства.
Взгляды Вордсворта были сильно подвержены влиянию платонизма и неоплатонизма. Будучи членом Озёрной школы, он воспринял эти идеи от своего соратника — Кольриджа. Он прямо высказывал мысль о том, что «однобокость» английской идейной традиции, опирающейся на достижения Аристотеля, преодолевается путём обращения к Платону и последующего сочетания идей двух этих философов. Творческий путь поэта, а также и его мировоззрение, развивались по описанным Плотином этапам становления души. Сам Вордсворт писал о том, что в молодости природа привлекала его с чувственной стороны, что его не привлекало ничто «незримое». Однако по мере взросления, он постепенно переходил от поклонения чувственности к поиску более возвышенных ориентиров, к иному пониманию природы. Уже в зрелости Вордсворт описывал природу как источник нравственности, одухотворял её. Он обращался уже к душевной стороне человека и природы, говоря при этом о неразрывной связи между последними. Об этом же говорили и неоплатоники — в процессе углубления познания человек переходит от чувственного отношения к миру к обращению к своей душе. В своём произведении «Тинтернское аббатство» Вордсворт отчётливо высказывает платонические идеи: он говорит о том, что только освободившись от чувственного элемента, от тела, душа человека может постичь истинную суть вещей.

## Образы природы
Города, даже провинциального, у Вордсворта нет. Только в сонете «К Лондону» он нарисовал Лондон, который, однако, напоминает у Вордсворта спокойную и спящую усадьбу. В сонете нет ни одной характерной черты города, несмотря на то, что он написал этот сонет, стоя на Вестминстерском мосту, в самом центре Лондона.
Зато он открыл, как говорят критики, природу англичанам, и его справедливо считают лучшим мастером пейзажа. Всё, что Вордсворт изображал, дано на фоне природы: нищий сидит на отдалённой скале, кошка играет увядшими листьями, глухой крестьянин лежит под сосной, и т. д. Время он измеряет цветущими вёснами, страдным летом, обильной плодами осенью, холодными долгими зимами. Тончайшие оттенки психики он переводит на язык природы. Такой недостаток человеческого организма, как глухоту, Вордсворт изображает следующим образом: для глухого «глубокая горная долина с звенящими ручьями — мертва, он не слышит её музыки; летним утром его не будит торжественный хор птиц, его не радует гулкое „ку-ку“ в шумящем бору; не для него поют и жужжат в цветах пчёлы. Когда сильные ветры качают широкую грудь озера и оно поёт, играет и рокочет тысячами бурлящих волн, ветер пригибает к земле верхушки деревьев и шумит в тростнике — он не слышит музыки бури, — он видит лишь немую картину. Он не слышит скрежета плуга, переворачивающего тяжёлые комья земли, он не слышит звона косы и хруста травы, не слышит шелеста колосьев, когда его серп подрезает стебли, не слышит весёлого шума труда в страдную пору» («Excursion Book»).
Вордсворт, будучи противником городской культуры, не особенно тянулся и к науке. Он познавал мир непосредственным общением с природой. «Ребёнок, приложивши к уху раковину, слышит рокот океана». «Природу познает не ум, а сердце чуткое и воспринимающее. Природа — величайший учитель. Наука ищет далёкую истину, а поэт поёт песни сегодняшнего дня, ему вторит сегодняшнее человечество, перед лицом правды сегодняшнего дня».
В творчестве Вордсворта есть доля мистики и обожествления природы, есть немного морализирования и набожности, но все это теряется в его глубоко лиричной и простой поэзии. В произведениях Вордсворта нашли место и крестьянин, и вернувшийся со службы солдат, и коробейник, и крестьянские дети («A Noble Peasant»; «We are Seven»; «The idiot Boy», etc.).

## Политические взгляды
В молодости Вордсворт интересовался идеалами Великой французской революции, но после прихода к власти Наполеона I, как и многие современники, разочаровался в революции. В дальнейшем Вордсворт был консерватором, и всякое изменение «прекрасных и устойчивых форм природы» вызывало с его стороны протест и возмущение. Он обращался к правительству с просьбами поддержать мелкопоместное дворянство и его оплот — деревню, так как, по его мнению, мощь Англии базировалась на мелкопоместном дворянстве. Вордсворт выступал противником парламентской реформы, восставал против постройки Кендал-виндермирской железной дороги.

## Поэт-лауреат
После смерти Роберта Саути в 1843 году 73-летний Вордсворт был назначен королевой Викторией поэтом-лауреатом, но не имел, в отличие от предшественников, никаких специальных творческих обязанностей (писать оды на торжественные дни и т. п.). В последние годы жизни, особенно после смерти дочери, Вордсворт практически перестал писать стихи.